# Pyla
Pyla (grekiska: Πύλα, turkiska: Pile) är en by på östra Cypern, som är ställd under förvaltning av den grekcypriotiska regeringen. Detta är en av två byar på Cypern där grek- och turkcyprioter fortfarande lever och bor tillsammans som de alltid har gjort. I byn har man både den turkiska, den grekiska samt den cypriotiska flaggan. Man kan också se FN-soldater då Pyla är den enda byn som ligger i den så kallade buffertzonen. Två tredjedelar av invånarna här är grekcyprioter.
Byn har två kyrkor som grekcyprioterna använder och en moské för turkcyprioterna.